# Copa d'Europa de trialsín Experts
La Copa d'Europa de trialsín en categoria Experts fou la màxima competició internacional de trialsín en la seva categoria superior, Experts, durant l'etapa de vigència d'aquesta competició (1982 - 1985). L'organitzava Pere Pi en col·laboració amb una xarxa de delegats estatals de trialsín i era el títol més prestigiós que hom podia aconseguir dins aquest esport.
Per a competir en aquest campionat calia tenir un mínim de 18 anys i haver competit anteriorment en alguna categoria inferior.

## Podis finals
| Edició | Any  | Campió          | Subcampió      | Tercer          |
| I      | 1982 | Carles Montaner | Manolo Jiménez | Samuel Kunz     |
| II     | 1983 | Eduard Roura    | Manolo Jiménez | Samuel Kunz     |
| III    | 1984 | Joan Solé       | Eduard Roura   | François Gachet |
| IV     | 1985 | Thierry Girard  | Hansjörg Rey   | François Gachet |

## Resum estadístic

### Títols per nacionalitat
| Nacionalitat | Títols |
| ------------ | ------ |
| Catalunya    | 3      |
| França       | 1      |
| Total        | 4      |